# Caveola

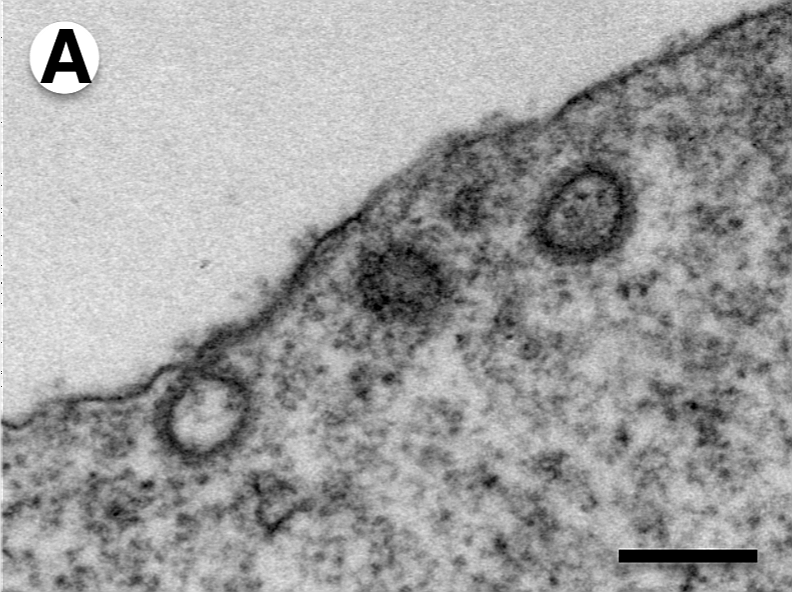
Ultramicroscopía de caveolas. Microscopio electrónico de transmisión.

Las caveolas ("pequeñas cuevas" en latín), en biología celular, son un tipo especial de balsa lipídica y se trata de pequeñas invaginaciones de 50-100 nm de diámetro de la membrana plasmática en muchos tipos de células de vertebrados, especialmente en células endoteliales y adipocitos. Algunos tipos de células, como las neuronas, puede carecer por completo de caveolas.

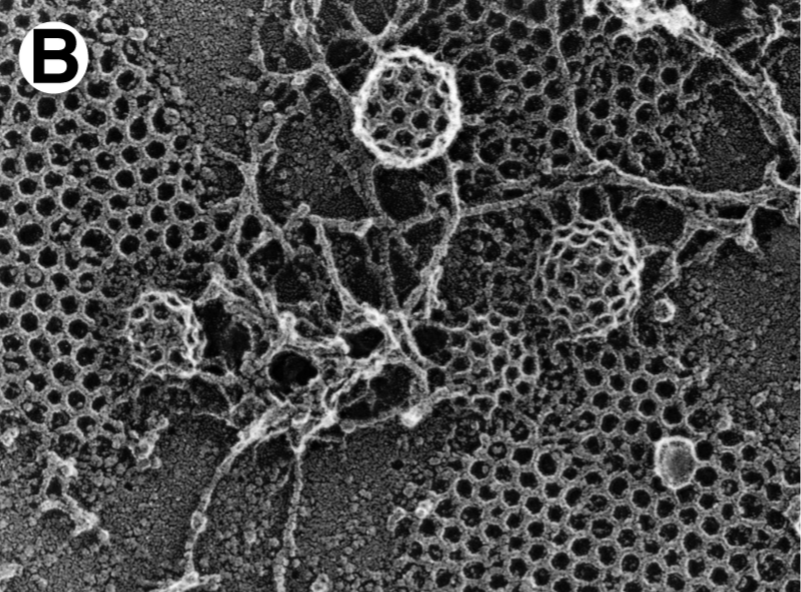
Ultramicroscopía de Caveolas. Microscopio electrónico de barrido.

Estas estructuras son ricas en proteínas, así como en lípidos como el colesterol y los esfingolípidos y tienen varias funciones en la transducción de señales. También se cree que desempeñan un papel en la endocitosis, oncogénesis, y la captura de determinadas bacterias patógenas y virus.
Las caveolas son una fuente de endocitosis independiente de clatrina involucradas en la formación de complejos adhesivos.
La formación y mantenimiento de caveolas se debe principalmente a la proteína caveolina, una proteína de 21 kDa. Esta proteína tiene un tanto el extremo C-terminal como el N-terminal citoplásmicos unidos entre sí por una horquilla hidrofóbica que se inserta en la membrana. La presencia de caveolina conduce a cambios en la morfología de la membrana.
Debido a su contenido específico de lípidos, las caveolas a veces son consideradas como un subconjunto caveolina-positivo de balsas de lípidos.
Algunos inhibidores conocidos de caveolas son filipina III, genisteína y nistatina.
Uno de los mecanismos de los virus para entrar en la célula hospedadora se realiza mediante vesículas de caveolina.